# Staf Permentier
Staf Permentier (Antwerpen, 1 januari 1920 - Deurne, 26 december 2001) was een Vlaams revue-artiest en conferencier. 
Zijn loopbaan begon bij Berchem Sport. Ten bate van deze voetbalclub, waarvan hij supporter was, schreef hij shows die “Barrechoem lacht” heetten. Permentier ging naar de Antwerpse Operette School en werd opgemerkt door Jaak De Voght, die hem liet optreden in taverne De Uilenspiegel.
Permentier vormde een tijdlang een duo met Gaston Berghmans. In de jaren 50 speelden ze in zalen als de Antwerpse Ancienne Belgique (Oud België) en Billiard Palace. Hij werkte ook veel samen met Yvonne Verbeeck, volgens wie hij geen groot zanger was, maar wel iemand die goed "plezante Antwerpse liedjes" kon zingen.
In de jaren ‘60 was Staf Permentier presentator in Bobbejaanland en fungeerde als comedian en cabaretier in de shows van Bobbejaan Schoepen. 
Hij toerde ook met zijn eigen orkest door Vlaanderen, en trad vaak op in de Salamander-zalen. In 1985 richtte hij zijn eigen theatertje op, samen met zijn echtgenote Renée.   
Tot één week voor zijn dood stond Permentier elke zondag en maandag op de planken in hotel Billiard Palace. Hij stierf aan een hartaanval.